# Leucomastus
Leucomastus ist eine Gattung der Familie der Vielfraßschnecken (Enidae) aus der Unterordnung der Landlungenschnecken (Stylommatophora).

## Merkmale
Die länglich-zylindrischen bis eiförmigen Gehäuse sind 19 bis 30 mm hoch und 6 bis 11 mm breit. Sie haben acht bis neun Windungen, die an der Peripherie mäßig stark konvex gewölbt sind. Die letzte Windung steigt zur Mündung hin nicht oder nur sehr wenig an. Die Mündung ist schief U-förmig. Der Mündungsrand ist nach außen gebogen. Er ist nicht verdickt und läuft scharf aus. Die Mündung weist weder Zähne/Lamellen noch einen parietalen Kallus auf. Die Gehäuse sind gelblich bis weißlich gefärbt und zeigen zum Teil hell- bis dunkelbraune Streifen. Die Oberfläche der Embryonalwindungen ist glatt, die Oberfläche der postembryonalen Windungen ist mit schwachen radialen Fältchen ornamentiert. 
Im männlichen Trakt des Geschlechtsapparates ist am Eintritt des sehr langen Samenleiters in den sehr langen Epiphallus ein kurzes konisches Flagellum ausgebildet. Der Anfangsteil des Epiphallus ist schraubenförmig gewunden. Etwa mittig, bezogen auf die Epiphalluslänge, ist ein kurzer konischer Blindsack (Epiphalluscaecum) entwickelt. Der Epiphallus ist etwa drei- bis viermal so lang wie der Penis, hat jedoch einen geringeren Durchmesser. Der Penisappendix mündet separat in das Atrium. Er ist sehr lang, länger als die kombinierte Epiphallus/Penis-Länge. Ein Peniscaecum ist nicht entwickelt. Der Penisappendix besitzt einen sehr dicken unteren Teil, einen kurzen kugeligen Teil, ein sehr langes und dünnes, mehrmals angeschwollenes Mittelstück und ein langes, länglich-keulenförmiges Endteil. Der Retraktormuskel teilt sich in zwei Stränge auf, von denen einer am Epiphallus, nahe dem Epiphallusflagellum ansetzt, der andere am Penis, zwischen der Mitte des Penis und dem Übergang vom Penis zum Epiphallus ansetzt. Der freie Eileiter ist länger als die Vagina. Die Spermathek ist vergleichsweise sehr kurz, die Blase kommt am unteren Ende der Prostata zu liegen. Vom Stiel der Spermathek zweigt ein langes, dünnes Divertikel ab.

### Ähnliche Gattungen
Die Gattung Zebrina unterscheidet sich im Wesentlichen nur in der Anatomie des Genitalapparates. Einer der beiden Stränge des Penis-Retraktormuskels setzt nicht wie bei der Gattung Leucomastus am Epiphallus, nahe dem Epiphallusflagellum an, sondern am Ende des unteren dicken Teils des Penisappendix. Der andere Strang des Retraktormuskels setzt wie bei Leucomastus am Penis, zwischen Mitte und Übergang Epiphallus/Penis an.

## Geographische Verbreitung
Das Verbreitungsgebiet der Gattung erstreckt sich von Südosteuropa (Rumänien, Bulgarien, europäischer Teil der Türkei) in den asiatischen Teil der Türkei. Leucomastus varnensis ist nach Thüringen eingeschleppt worden und hat sich dort etabliert.

## Taxonomie
Die Gattung wurde 1928 von Antoni Józef Wagner aufgestellt. Typusart durch Monotypie ist Leucomastus bureši Wagner, 1928, ein jüngeres Synonym von Leucomastus kindermanni (Pfeiffer, 1853). Leucomastus wird noch von Schileyko (1998) und der Fauna Europaea als jüngeres Synonym von Zebrina behandelt. Dagegen halten Welter-Schultes und Gümüş & Neubert Leucomastus für eine selbständige Gattung. 
- Gattung Leucomastus Wagner, 1928
  - Leucomastus dardanus (Philippi, 1844)
  - Leucomastus eburneus (Pfeiffer, 1842)
  - Leucomastus kindermanni (Pfeiffer, 1853)
  - Leucomastus varnensis (Pfeiffer, 1847)

## Belege

### Online
- AnimalBase: Leucomastus Wagner, 1928